# Roger Chaffee
Roger Bruce Chaffee (Grand Rapids, Michigan, 1935. február 15. – 1967. január 27.) amerikai pilóta, űrhajós.
A Purdue Egyetemen repülőmérnöki képesítést szerzett. 1957-től haditengerészeti repülőtiszt. 1963. október 17-étől a harmadik amerikai csoportban kezdte meg az űrhajóskiképzést. Az Apollo-program első repülésén kellett volna részt vennie, Virgil Grissom és Edward White mellett. A háromfős személyzet 1967. január 27-én a gyakorlás közben elégett az Apollo–1 űrhajó oxigénnel telített kabinjában.

## Kitüntetések
A Hold túlsó oldalán krátert neveztek el róla.